# Harapan Mulya (Kemayoran)
Harapan Mulya is een plaats (wijk) - (kelurahan) in het bestuurlijke gebied Kemayoran, Jakarta Pusat (Centraal-Jakarta) in de provincie Jakarta, Indonesië.  De plaats telt 23.130 inwoners (volkstelling 2010).